# حاجی‌آباد (ساوجبلاغ)
روستای حاجی‌آباد از توابع شهرستان ساوجبلاغ در نزدیکی تنکمان است. این روستا یکی از روستاهای باستانی شهرستان ساوجبلاغ است. قدمت این روستا را بیش از دو هزار و پانصد سال تخمین زده‌اند. از جمله بناهای تاریخی این روستا می‌توان به تپه باستانی این روستا که مربوط به دوره هخامنشی است اشاره کرد.